# 의학 왕립 협회
영국, 일부 영연방 왕국 및 아일랜드에서 의학 왕립 협회(medical royal college)는 하나 이상의 의학 전문 분야의 개발 및 교육을 담당하는 전문가 단체이다.

## 영국 및 아일랜드

### 기관의 역사
유사한 기능을 가진 일부 기관은 여기에 나열되지 않았다. 이들은 왕립 헌장이 없고 왕립 의학 대학 아카데미의 회원이 아니다. 예를 들어, 아일랜드 마취과 협회, 일반의 협회, 안과 협회 및 정신과 협회가 있다.
- 왕립 마취과 협회
- 왕립 응급 의학 협회
- 왕립 일반의 협회
- 왕립 산부인과 협회
- 왕립 안과 협회
- 왕립 소아과 및 아동 건강 협회
- 왕립 병리학 협회
- 왕립 내과의 협회
- 왕립 글래스고 내과의 및 외과 협회
- 왕립 에든버러 내과의 협회
- 왕립 아일랜드 내과의 협회
- 왕립 정신과의 협회
- 왕립 방사선과 협회
- 왕립 아일랜드 외과 협회
- 왕립 에든버러 외과의 협회
- 영국 왕립 외과의원 협회

## 같이 보기
- 객관적 구조화된 임상 시험
- 왕립 협회